# Station Pardubice-Svítkov
Station Pardubice-Svítkov is een van de stations in de Tsjechische gemeente Pardubice. Het station ligt aan lijn 010 van de České dráhy, die van Kolín via Pardubice naar Česká Třebová loopt. Op het station vindt geen verkoop van treinkaartjes plaats, tickets dienen in de trein aangeschaft te worden.
Kolín · Kolín dílny · Starý Kolín · Záboří nad Labem · Týnec nad Labem · Kojice · Chvaletice · Řečany nad Labem · Lhota pod Přeloučí · Přelouč · Valy u Přelouče · Pardubice-Opočínek · Pardubice-Svítkov · Pardubice hlavní nádraží · Pardubice-Pardubičky · Pardubice-Černá za Bory · Kostěnice · Moravany · Uhersko · Sedlíšťka · Zámrsk · Dobříkov u Chocně · Sruby · Choceň · Brandýs nad Orlicí · Bezpráví · Ústí nad Orlicí · Ústí nad Orlicí město · Dlouhá Třebová · Česká Třebová